# Івар (король Йорвіку)
Івар або Інгвар I (дан. Ingvar, Ivar, Ivarr; ? — 5 серпня 910) — король Йорвіку в 902—910 роках.

## Життєпис
Походив з роду Рагнара Лодброка. Напевне Івар належав до лінії Івара Рагнарсона, короля Дубліна. При цьому був родичем Гальфдана та Еовілса Гаральдсонів (нащадків короля Гальфдана I).
У 902 році після загибелі короля Етельвальда прибув (можливо, з Дубліна) разом з Гальфданом і Еовілсом до королівства, ставши співкоролем з останніми. Протягом усього урядування здійснював походи проти західної Мерсії та Вессексу. Саме про Івара як короля замало відомостей. Брав участь у вирішальній битві при Теттенголлі 5 серпня 910 року, де військо Йорвіку та бриттів зазнало поразки від вессексько-мерсійського війська на чолі з королем Едуардом. У цій битві Івар загинув.